# 545.ª Divisão de Granadeiros (Alemanha)
A 545ª Divisão de Granadeiros (em alemão:545. Grenadier-Division) foi uma unidade militar que serviu no Exército alemão durante a Segunda Guerra Mundial. Foi renomeada para 545. Volksgrenadier Division no dia 9 de outubro de 1944. Sofreu pesadas baixas na Frente Oriental, sendo as unidades restantes da divisão dissolvidas e a infantaria enviada para a 78. Volks-Sturm-Division. A unidade foi reformada no mês de abril de 1945 na Silésia, permanecendo em ação até o final da guerra, sendo capturados pelas tropas soviéticas em Guben.

## Comandantes
| Comandante                          | Data                                         |
| 545ª Divisão de Granadeiros         | 545ª Divisão de Granadeiros                  |
| ----------------------------------- | -------------------------------------------- |
| Generalmajor Otto Obenaus           | ? de julho de 1944 - 9 de outubro de 1944    |
| 545. Volksgrenadier-Division        |                                              |
| Generalmajor Otto Obenaus           | 9 de outubro de 1944 - 15 de janeiro de 1945 |
| Reformada                           |                                              |
| Generalmajor Hans-Ernst Kohlsdorfer | 20 de abril de 1945 - 8 de maio de 1945      |

## Área de operações
| Polônia           | julho de 1944 - outubro de 1944 |
| Polônia & Silesia | outubro de 1944 - abril de 1945 |

## Ordem de Batalha
545. Grenadier-Division
Grenadier-Regiment 1085
Grenadier-Regiment 1086
Grenadier-Regiment 1087
Artillerie-Regiment 1545
Füsilier-Kompanie 545
Divisionseinheiten 1545
545. Volks-Grenadier-Division
Grenadier-Regiment 1085
Grenadier-Regiment 1086
Grenadier-Regiment 1087
Artillerie-Regiment 1545
Feldersatz-Bataillon 1545
Pionier-Bataillon 1545
Panzerjäger-Abteilung 1545
Füsilier-Bataillon 545
Divisions-Nachrichten-Abteilung 545
Versorgungs-Regiment 545